# Pomaire

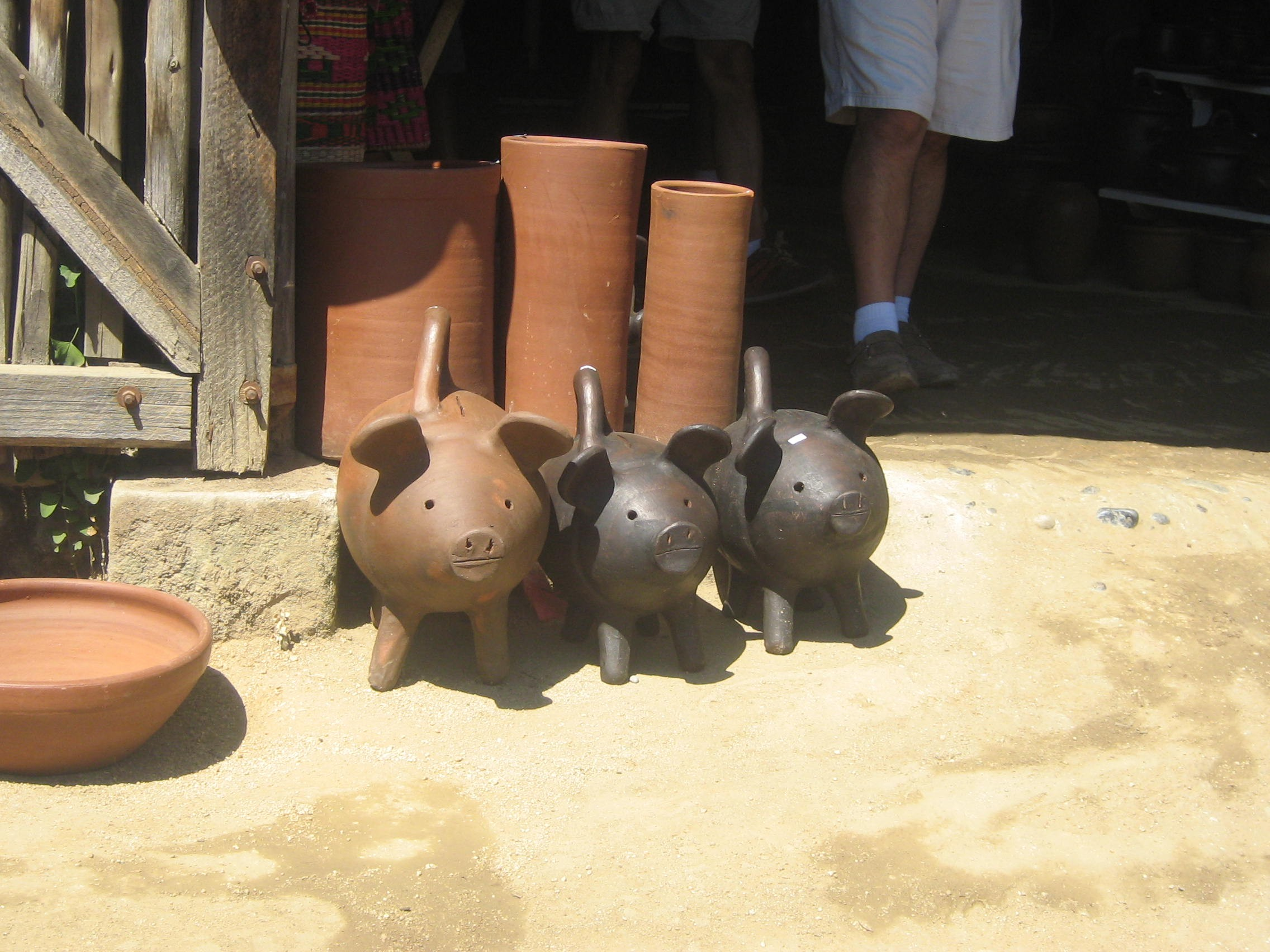
cochons

Pomaire, dont le nom provient du cunza "pumarara" signifiant "bandit" ou "agresseur", est un village de la région de Melipilla.
Il est situé à 67km de Santiago et à 7 km de Melipilla.
Les Santiaguinos viennent ici le week-end pour prendre du bon air et manger des empanadas, réputées comme étant les plus grosses du monde pesant 500 g et même jusqu'à 1 kg.
De plus, Pomaire est connu pour son artisanat, constitué d'objets en grès comme le chancho (cochon-tirelire) et beaucoup d'ustensiles de cuisine.